# 朗読劇 しっぽのなかまたち
『朗読劇 しっぽのなかまたち』（ろうどくげき しっぽのなかまたち）は、イヌやネコを題材とした朗読劇である。
- 『朗読劇 しっぽのなかまたち』 2012年12月18日 - 26日の全11公演、全労済ホールスペース・ゼロにおいて上演。
- 『朗読劇 しっぽのなかまたち 2』 2013年4月23日 - 5月5日の全19公演、恵比寿・エコー劇場において上演。
- 『朗読劇 しっぽのなかまたち 3』 2013年11月19日 - 22日、11月26日 - 12月1日の全12公演、天王洲 銀河劇場において上演。
- 『朗読劇 しっぽのなかまたち 4』 2015年8月15日 - 23日の全14公演、全労済ホールスペース・ゼロにおいて上演。

## 概要
飼い主と何気ない日々を過ごすペット。捨てられて、保健所などで身を寄せ合う犬や猫たち。また、心身ともにペットを支えとする人間や、ペットの身近にいる人間たちの、不満や悩み、夢や希望、恋や喧嘩など、様々な想いと出来事をオムニバス形式で上演する、笑いあり涙ありな朗読劇である。
- 収益の一部は、殺処分される犬や猫を救うための、チャリティー活動を行なっている団体に寄付される。
- 劇中音楽はギターの生演奏で、森大造が担当。演じ手は日替わりで変わるため、出演者も多く、同じキャスト同士の組み合わせはほぼない。
- 話によっては、クイズの出題や、キャストが客席に降りるなど、出演者と観客が交流できる「参加型朗読劇」となっており、キャストが持つ台本は役によって見た目が違い、犬猫役はしっぽ付きのカバーで生地を変えるなど個性を出している。

## ストーリー
- 「しっぽのなかまたち」は3部構成。『小雪と小春と小太郎と』『犬の大学』『我が輩は犬である』の3本。
- 「しっぽのなかまたち2」は3部構成。新作『犬の婚活』と、前作から『小雪と小春と小太郎と』『我が輩は犬である』を再演した3本。
- 「しっぽのなかまたち3」は4部構成。新作『シラトリ動物病院へようこそ』『犬の卒業』『八月の冒険』に初演から続く『小雪と小春と小太郎と』の4本。
- 「しっぽのなかまたち4」は3部構成。新作『六畳一間の王国』『さよなら、ありがとう』に初演の続編『犬の大学』の3本。

『小雪と小春と小太郎と』　脚本：江頭美智留
猫の小太郎と、人間の小雪が一緒に暮らし始めて7年、小雪が小春と名付けたメス猫を新しく拾ってきた。小太郎も昔は野良猫だった。ある日、住んでいるアパートの取り壊しが決まり、立ち退きを迫られ、新しく家を探すことになる。しかし、ペット2匹を飼える家探しは難航する。一人になりたくないという小春の想いの一方で、自由を願っていた小太郎は、家を飛び出した。
『犬の大学』　脚本：岡本貴也
保健所暮らしのクッキー、ファン太、ケンシロウ。人間の勝手な都合で捨てられてきた彼らだが、いつかまた人間と幸せに暮らすことを夢見ていた。人に好かれる方法を考え悩んでいた3匹は、老猫・ミサイルに、アドバイスを聞くことにする。
『我が輩は犬である』　脚本：松田裕子
チワワのカンチは、飼い主であるのぞみを大好きだったが、のぞみの彼氏・鉄道オタクの光太郎のことは嫌いだった。ある日、雷に打たれた拍子に、カンチと光太郎の中身が入れ替わってしまう。人間になってしまったカンチと、犬になってしまった光太郎、そして秘かに不安を抱えていたのぞみ。中身が入れ替わったことで、それぞれの気持ちが大きく揺れ動く。
『犬の婚活』　脚本：岡本貴也
犬を保護し里親探しをするとある家に、ルパン、次元、五右衛門、銭形のオス犬4匹と、唯一のメス犬・不二子がいた。ルパンたちは、不二子へ好意を寄せていたのだが、彼女は里親が見つかり、引き取られることになってしまう。急なことに大騒ぎになり、不二子を巡った婚活が始まる。
『シラトリ動物病院へようこそ』　脚本：松田裕子
獣医師である白鳥浩平には、飼い主やペットには言えない隠し事があった。「動物の心の声が聞こえる」という一見便利なものだが、悟られないよう接していたため、苦労も多かった。そんな彼の元に、今日も様々な問題を抱えた、強烈で個性的な飼い主とペットがやって来る。
『犬の卒業』　脚本：岡本貴也
人間たちに捨てられ、やさぐれた、保健所暮らしのロケット、レオン、ミント、ココ。明日は彼らを見学しに、人間がやってくる日。個性的な4匹が、保健所を卒業し、幸せな暮らしができるように、熱血教師、老犬・甚八の授業が始まる。
『八月の冒険』　脚本：中川千英子
小学4年生の悠太は耳に障害があった。悠太の耳代わりをして来た聴導犬・ハルオだが、彼はもう年老いていた。最近きた柴犬のサスケに、今後は代わりを任せようとするが、サスケは我がままで聞こうとしない。ある日、悠太とママが、今年の花火大会のことで喧嘩をしていた。毎年必ず家族全員で行った花火大会。亡くなったパパとの大切な約束。ハルオとサスケを連れ出し、悠太は初めての冒険に出る。
『六畳一間の王国』　脚本：広田光毅
超人気作家に飼われている雑種犬・龍之介は、高級マンション暮らしに高級ドッグフードの贅沢三昧で超傲慢！近所で暮らす野良猫に毎日自慢話を聞かせる生活を楽しんでいた。しかし、ある時からご主人の様子が変わり始め、ドッグフードも粗末な物になってしまう。あからさまに嫌な態度をとって、拗ねる龍之介だが…。
『さよなら、ありがとう』　脚本：江頭美智留
俊介と麻耶は結婚生活に終止符を打とうとしていた。二人の飼い犬・ハチと飼い猫・テンをどちらが引き取るかで、大喧嘩！ハチは俊介に、テンは麻耶の側についてペット同士も意見が分かれる。はたして、二人と二匹の運命は！？

## スタッフ・キャスト

### スタッフ
- 企画･主催 ： ドリームプラス（旧DHE@stage）
- 演出 ： 岡本貴也
- 脚本 ： 江頭美智留、松田裕子、岡本貴也、中川千英子、広田光毅
- 音楽･演奏 ： 森大造（DAIZO）

### キャスト
『朗読劇 しっぽのなかまたち』
池田純矢、泉政行、市道真央、井上正大、小野健斗、梶裕貴、加藤和樹、叶千佳、川隅美慎、菊地美香、北山詩織、崎本大海、清水由紀、鈴木拡樹、高柳明音（SKE48）、中村誠治郎、橋本淳、東山光明（Honey L Days）、平牧仁、細貝圭、松田凌、八神蓮、矢崎広、米原幸佑、和田琢磨
『朗読劇 しっぽのなかまたち 2』
青木一馬（TOKYO流星群）、AKINA、鮎川太陽、五十嵐麻朝、池田純矢、市道真央、小野賢章、加藤和樹、神田麻衣、北村諒、小谷嘉一、清水由紀、相馬圭祐、高崎翔太、竹岡常吉、田中涼子、辻本祐樹、中西悠綺、根本正勝、東山光明（Honey L Days）、比上孝浩、廣瀬智紀、藤岡みなみ、松田凌、三上俊、百瀬朔、八神蓮
『朗読劇 しっぽのなかまたち 3』
荒木宏文、石田晴香（AKB48）、市道真央、伊東愛、加藤和樹、鎌苅健太、神永圭佑、河原田巧也、菊地美香、聖也、高柳明音（SKE48）、田野アサミ、東山光明（Honey L Days）、平牧仁、廣瀬智紀、細川洪（TOKYO流星群）、牧野由依、松島庄汰、松田凌、水石亜飛夢、水島大宙、八神蓮、山内鈴蘭（AKB48）、山田ジェームス武
- 加藤和樹、八神蓮、松田凌、東山光明（Honey L Days）、市道真央、全シリーズ出演
- 神永圭佑、シリーズ3全公演出演

『朗読劇 しっぽのなかまたち 4』
青柳塁斗、阿久津愼太郎、鮎川太陽、石田晴香（AKB48）、鎌苅健太、川原一馬、木田健太、黒羽麻璃央、佐藤すみれ（SKE48）、染谷俊之、高柳明音（SKE48）、竹達彩奈、戸谷公人、冨森ジャスティン、中村龍介、廣瀬大介、廣瀬智紀、松本優希、南圭介、百瀬朔、矢崎広、山口純、わたなべいつき

## 公演内容

### 朗読劇 しっぽのなかまたち
2012年12月18日 - 26日（全11公演）
- 会場 ： 全労済ホールスペース・ゼロ
- 脚本 ： 江頭美智留、岡本貴也、松田裕子

公演日程
各公演、男性4名・女性1名で構成。
- 12月18日・19時 ： 池田純矢、小野健斗、橋本淳、東山光明（Honey L Days）、市道真央
- 12月19日・19時 ： 小野健斗、加藤和樹、東山光明（Honey L Days）、八神蓮、高柳明音（SKE48）
- 12月20日・19時 ： 池田純矢、加藤和樹、細貝圭、米原幸佑、市道真央
- 12月21日・19時 ： 小野健斗、梶裕貴、橋本淳、米原幸佑、清水由紀
- 12月22日・13時/18時 ： 池田純矢、小野健斗、梶裕貴、八神蓮、北山詩織
- 12月23日・13時/18時 ： 池田純矢、崎本大海、松田凌、矢崎広、市道真央
- 12月24日・13時 ： 泉政行、小野健斗、川隅美慎、和田琢磨、菊地美香
- 12月25日・19時 ： 池田純矢、井上正大、小野健斗、平牧仁、叶千佳
- 12月26日・14時 ： 池田純矢、鈴木拡樹、中村誠治郎、細貝圭、市道真央

配役
『我が輩は犬である。』　脚本：松田裕子
|          | カンチ     | のぞみ   | 光太郎   |
| -------- | ---------- | -------- | -------- |
| 12月18日 | 小野健斗   | 市道真央 | 池田純矢 |
| 12月19日 | 小野健斗   | 高柳明音 | 八神蓮   |
| 12月20日 | 米原幸佑   | 市道真央 | 池田純矢 |
| 12月21日 | 米原幸佑   | 清水由紀 | 小野健斗 |
| 12月22日 | 小野健斗   | 北山詩織 | 八神蓮   |
| 12月23日 | 崎本大海   | 市道真央 | 松田凌   |
| 12月24日 | 小野健斗   | 菊地美香 | 和田琢磨 |
| 12月25日 | 平牧仁     | 叶千佳   | 小野健斗 |
| 12月26日 | 中村誠治郎 | 市道真央 | 池田純矢 |

『小雪と小春と小太郎と』　脚本：江頭美智留
|          | 小 雪    | 小 春    | 小太郎   |
| -------- | -------- | -------- | -------- |
| 12月18日 | 東山光明 | 市道真央 | 橋本淳   |
| 12月19日 | 東山光明 | 高柳明音 | 加藤和樹 |
| 12月20日 | 細貝圭   | 市道真央 | 加藤和樹 |
| 12月21日 | 橋本淳   | 清水由紀 | 梶裕貴   |
| 12月22日 | 池田純矢 | 北山詩織 | 梶裕貴   |
| 12月23日 | 池田純矢 | 市道真央 | 矢崎広   |
| 12月24日 | 川隅美慎 | 菊地美香 | 泉政行   |
| 12月25日 | 池田純矢 | 叶千佳   | 井上正大 |
| 12月26日 | 細貝圭   | 市道真央 | 鈴木拡樹 |

『犬の大学』　脚本：岡本貴也
|          | クッキー   | ファン太 | ケンシロウ | ミサイル |
| -------- | ---------- | -------- | ---------- | -------- |
| 12月18日 | 橋本淳     | 東山光明 | 池田純矢   | 小野健斗 |
| 12月19日 | 加藤和樹   | 東山光明 | 八神蓮     | 小野健斗 |
| 12月20日 | 加藤和樹   | 細貝圭   | 池田純矢   | 米原幸佑 |
| 12月21日 | 橋本淳     | 小野健斗 | 梶裕貴     | 米原幸佑 |
| 12月22日 | 梶裕貴     | 小野健斗 | 八神蓮     | 池田純矢 |
| 12月23日 | 矢崎広     | 松田凌   | 崎本大海   | 池田純矢 |
| 12月24日 | 泉政行     | 川隅美慎 | 和田琢磨   | 小野健斗 |
| 12月25日 | 池田純矢   | 小野健斗 | 平牧仁     | 池田純矢 |
| 12月26日 | 中村誠治郎 | 細貝圭   | 鈴木拡樹   | 池田純矢 |

### 朗読劇 しっぽのなかまたち 2
2013年4月23日 - 5月5日（全19公演）
- 会場 ： 恵比寿・エコー劇場
- 脚本 ： 江頭美智留、岡本貴也、松田裕子

シリーズ2は、新作『犬の婚活』と、前作から『小雪と小春と小太郎と』『我が輩は犬である』の3部構成。
『犬の婚活』の不二子は、脚本家・岡本の犬がモデル。
公演日程
各公演、男性4名・女性1名で構成。
- 4月23日・19時 ： 青木一馬（TOKYO流星群）、加藤和樹、竹岡常吉、東山光明（Honey L Days）、市道真央
- 4月24日・19時 ： 青木一馬（TOKYO流星群）、小野賢章、加藤和樹、比上孝浩、藤岡みなみ
- 4月25日・19時 ： 鮎川太陽、池田純矢、小谷嘉一、松田凌、中西悠綺
- 4月26日・19時 ： 小野賢章、小谷嘉一、三上俊、八神蓮、中西悠綺
- 4月27日・14時/18時 ： 鮎川太陽、小野賢章、松田凌、百瀬朔、藤岡みなみ
- 4月28日・14時/18時 ： 相馬圭祐、竹岡常吉、廣瀬智紀、松田凌、田中涼子
- 4月29日・14時/18時 ： 五十嵐麻朝、池田純矢、百瀬朔、八神蓮、清水由紀
- 4月30日・19時 ： 北村諒、小谷嘉一、辻本祐樹、八神蓮、神田麻衣
- 5月 1日・19時 ： 五十嵐麻朝、小谷嘉一、廣瀬智紀、神田麻衣
- 5日 2日・19時 ： 青木一馬（TOKYO流星群）、池田純矢、辻本祐樹、松田凌、田中涼子
- 5月 3日・14時/18時 ： 小野賢章、相馬圭祐、根本正勝、三上俊、AKINA
- 5月 4日・14時/18時 ： 高崎翔太、辻本祐樹、根本正勝、比上孝浩、市道真央
- 5月 5日・13時/17時 ： 池田純矢、相馬圭祐、高崎翔太、東山光明（Honey L Days）、AKINA

配役
『我が輩は犬である。』　脚本：松田裕子
|         | カンチ   | のぞみ     | 光太郎     |
| ------- | -------- | ---------- | ---------- |
| 4月23日 | 竹岡常吉 | 市道真央   | 東山光明   |
| 4月24日 | 比上孝浩 | 藤岡みなみ | 小野賢章   |
| 4月25日 | 鮎川太陽 | 中西悠綺   | 松田凌     |
| 4月26日 | 八神蓮   | 中西悠綺   | 小野賢章   |
| 4月27日 | 鮎川太陽 | 藤岡みなみ | 松田凌     |
| 4月28日 | 竹岡常吉 | 田中涼子   | 松田凌     |
| 4月29日 | 八神蓮   | 清水由紀   | 五十嵐麻朝 |
| 4月30日 | 北村諒   | 神田麻衣   | 八神蓮     |
| 5月 1日 | 北村諒   | 神田麻衣   | 五十嵐麻朝 |
| 5日 2日 | 池田純矢 | 田中涼子   | 松田凌     |
| 5月 3日 | 三上俊   | AKINA      | 根本正勝   |
| 5月 4日 | 高崎翔太 | 市道真央   | 根本正勝   |
| 5月 5日 | 高崎翔太 | AKINA      | 東山光明   |

『小雪と小春と小太郎と』　脚本：江頭美智留
|         | 小 雪    | 小 春      | 小太郎   |
| ------- | -------- | ---------- | -------- |
| 4月23日 | 青木一馬 | 市道真央   | 加藤和樹 |
| 4月24日 | 青木一馬 | 藤岡みなみ | 加藤和樹 |
| 4月25日 | 小谷嘉一 | 中西悠綺   | 池田純矢 |
| 4月26日 | 小谷嘉一 | 中西悠綺   | 三上俊   |
| 4月27日 | 百瀬朔   | 藤岡みなみ | 小野賢章 |
| 4月28日 | 相馬圭祐 | 田中涼子   | 廣瀬智紀 |
| 4月29日 | 百瀬朔   | 清水由紀   | 池田純矢 |
| 4月30日 | 小谷嘉一 | 神田麻衣   | 辻本祐樹 |
| 5月1日  | 小谷嘉一 | 神田麻衣   | 廣瀬智紀 |
| 5月2日  | 青木一馬 | 田中涼子   | 辻本祐樹 |
| 5月3日  | 相馬圭祐 | AKINA      | 小野賢章 |
| 5月4日  | 比上孝浩 | 市道真央   | 辻本祐樹 |
| 5月5日  | 相馬圭祐 | AKINA      | 池田純矢 |

『犬の婚活』　脚本：岡本貴也
|         | ルパン   | 次 元      | 五右衛門 | 銭 形    | 不二子     |
| ------- | -------- | ---------- | -------- | -------- | ---------- |
| 4月23日 | 加藤和樹 | 東山光明   | 青木一馬 | 竹岡常吉 | 市道真央   |
| 4月24日 | 加藤和樹 | 比上孝浩   | 青木一馬 | 小野賢章 | 藤岡みなみ |
| 4月25日 | 松田凌   | 小谷嘉一   | 鮎川太陽 | 池田純矢 | 中西悠綺   |
| 4月26日 | 八神蓮   | 小谷嘉一   | 三上俊   | 小野賢章 | 中西悠綺   |
| 4月27日 | 松田凌   | 百瀬朔     | 鮎川太陽 | 小野賢章 | 藤岡みなみ |
| 4月28日 | 松田凌   | 相馬圭祐   | 廣瀬智紀 | 竹岡常吉 | 田中涼子   |
| 4月29日 | 八神蓮   | 五十嵐麻朝 | 百瀬朔   | 池田純矢 | 清水由紀   |
| 4月30日 | 八神蓮   | 小谷嘉一   | 北村諒   | 辻本祐樹 | 神田麻衣   |
| 5月 1日 | 廣瀬智紀 | 五十嵐麻朝 | 北村諒   | 小谷嘉一 | 神田麻衣   |
| 5日 2日 | 松田凌   | 池田純矢   | 青木一馬 | 辻本祐樹 | 田中涼子   |
| 5月 3日 | 根本正勝 | 相馬圭祐   | 三上俊   | 小野賢章 | AKINA      |
| 5月 4日 | 根本正勝 | 比上孝浩   | 高崎翔太 | 辻本祐樹 | 市道真央   |
| 5月 5日 | 相馬圭祐 | 東山光明   | 高崎翔太 | 池田純矢 | AKINA      |

### 朗読劇 しっぽのなかまたち 3
2013年11月19日 - 22日、11月26日 - 12月1日（全12公演）
- 会場 ： 天王洲 銀河劇場
- 脚本 ： 江頭美智留、松田裕子、岡本貴也、中川千英子

シリーズ3は、新作『シラトリ動物病院へようこそ』『犬の卒業』『八月の冒険』の3本と、初演から続く『小雪と小春と小太郎と』を入れた4部構成となった。
公演日程
各公演、男性6名・女性2名で構成。
- 11月19日・19時 ：荒木宏文、加藤和樹、鎌苅健太、神永圭佑、東山光明(Honey L Days)、平牧仁、石田晴香(AKB48)、山内鈴蘭(AKB48)
- 11月20日・19時 ： 荒木宏文、鎌苅健太、神永圭佑、細川洪(TOKYO流星群)、松田凌、八神蓮、石田晴香(AKB48)、菊地美香
- 11月21日・19時 ： 荒木宏文、神永圭佑、聖也、東山光明(Honey L Days)、松田凌、八神蓮、菊地美香、田野アサミ
- 11月22日・14時 ： 鎌苅健太、神永圭佑、聖也、東山光明(Honey L Days)、松島庄汰、山田ジェームス武、石田晴香(AKB48)、牧野由依
- 11月26日・19時 ： 鎌苅健太、神永圭佑、東山光明(Honey L Days)、松田凌、水石亜飛夢、山田ジェームス武、菊地美香、牧野由依
- 11月27日・19時 ： 荒木宏文、神永圭佑、聖也、松田凌、水石亜飛夢、八神蓮、田野アサミ、牧野由依
- 11月28日・19時 ： 鎌苅健太、神永圭佑、東山光明(Honey L Days)、松田凌、水島大宙、山田ジェームス武、伊東愛、山内鈴蘭(AKB48)
- 11月29日・19時 ： 加藤和樹、神永圭佑、河原田巧也、廣瀬智紀、細川洪(TOKYO流星群)、松田凌、伊東愛、田野アサミ
- 11月30日・13時/18時 ： 荒木宏文、神永圭佑、河原田巧也、松島庄汰、水石亜飛夢、水島大宙、菊地美香、高柳明音(SKE48)
- 12月 1日・12時/17時 ： 荒木宏文、鎌苅健太、神永圭佑、河原田巧也、廣瀬智紀、水石亜飛夢、市道真央、牧野由依

配役
『小雪と小春と小太郎と』　脚本：江頭美智留
|          | 小 雪            | 小 春      | 小太郎   |
| -------- | ---------------- | ---------- | -------- |
| 11月19日 | 神永圭佑         | 石田晴香   | 鎌苅健太 |
| 11月20日 | 神永圭佑         | 石田晴香   | 松田凌   |
| 11月21日 | 神永圭佑         | 田野アサミ | 東山光明 |
| 11月22日 | 山田ジェームス武 | 牧野由依   | 東山光明 |
| 11月26日 | 山田ジェームス武 | 菊地美香   | 鎌苅健太 |
| 11月27日 | 神永圭佑         | 田野アサミ | 荒木宏文 |
| 11月28日 | 山田ジェームス武 | 伊東愛     | 松田凌   |
| 11月29日 | 神永圭佑         | 伊東愛     | 松田凌   |
| 11月30日 | 神永圭佑         | 高柳明音   | 荒木宏文 |
| 12月1日  | 神永圭佑         | 牧野由依   | 荒木宏文 |

『シラトリ動物病院へようこそ』　脚本：松田裕子
|          | 白鳥浩平 | 醍醐二郎 もずく | 向井翔太 ガイア | 安野まどか プリンセスキャンディー |
| -------- | -------- | --------------- | --------------- | --------------------------------- |
| 11月19日 | 加藤和樹 | 荒木宏文        | 平牧仁          | 山内鈴蘭                          |
| 11月20日 | 鎌苅健太 | 荒木宏文        | 八神蓮          | 菊地美香                          |
| 11月21日 | 松田凌   | 荒木宏文        | 八神蓮          | 菊地美香                          |
| 11月22日 | 鎌苅健太 | 神永圭佑        | 松島庄汰        | 石田晴香                          |
| 11月26日 | 松田凌   | 神永圭佑        | 東山光明        | 牧野由依                          |
| 11月27日 | 松田凌   | 神永圭佑        | 八神蓮          | 田野アサミ                        |
| 11月28日 | 水島大宙 | 神永圭佑        | 東山光明        | 山内鈴蘭                          |
| 11月29日 | 加藤和樹 | 神永圭佑        | 河原田巧也      | 田野アサミ                        |
| 11月30日 | 水島大宙 | 神永圭佑        | 松島庄汰        | 菊地美香                          |
| 12月1日  | 鎌苅健太 | 神永圭佑        | 河原田巧也      | 市道真央                          |

『犬の卒業』　脚本：岡本貴也
|          | 甚八     | ロケット         | レオン     | ミント     | ココ       |
| -------- | -------- | ---------------- | ---------- | ---------- | ---------- |
| 11月19日 | 加藤和樹 | 平牧仁           | 鎌苅健太   | 東山光明   | 石田晴香   |
| 11月20日 | 荒木宏文 | 八神蓮           | 神永圭佑   | 細川洪     | 石田晴香   |
| 11月21日 | 松田凌   | 八神蓮           | 聖也       | 東山光明   | 田野アサミ |
| 11月22日 | 松島庄汰 | 山田ジェームス武 | 聖也       | 東山光明   | 石田晴香   |
| 11月26日 | 松田凌   | 山田ジェームス武 | 神永圭佑   | 水石亜飛夢 | 菊地美香   |
| 11月27日 | 松田凌   | 八神蓮           | 聖也       | 水石亜飛夢 | 牧野由依   |
| 11月28日 | 水島大宙 | 山田ジェームス武 | 鎌苅健太   | 東山光明   | 伊東愛     |
| 11月29日 | 加藤和樹 | 廣瀬智紀         | 河原田巧也 | 細川洪     | 伊東愛     |
| 11月30日 | 水島大宙 | 松島庄汰         | 河原田巧也 | 水石亜飛夢 | 高柳明音   |
| 12月1日  | 荒木宏文 | 廣瀬智紀         | 鎌苅健太   | 水石亜飛夢 | 市道真央   |

『八月の冒険』　脚本：中川千英子
|          | サスケ     | ハルオ   | 近藤悠太   | 近藤奈々   |
| -------- | ---------- | -------- | ---------- | ---------- |
| 11月19日 | 東山光明   | 荒木宏文 | 神永圭佑   | 山内鈴蘭   |
| 11月20日 | 松田凌     | 鎌苅健太 | 細川洪     | 菊地美香   |
| 11月21日 | 聖也       | 荒木宏文 | 神永圭佑   | 菊地美香   |
| 11月22日 | 聖也       | 鎌苅健太 | 神永圭佑   | 牧野由依   |
| 11月26日 | 東山光明   | 鎌苅健太 | 水石亜飛夢 | 牧野由依   |
| 11月27日 | 聖也       | 荒木宏文 | 水石亜飛夢 | 牧野由依   |
| 11月28日 | 松田凌     | 鎌苅健太 | 神永圭佑   | 山内鈴蘭   |
| 11月29日 | 松田凌     | 廣瀬智紀 | 細川洪     | 田野アサミ |
| 11月30日 | 河原田巧也 | 荒木宏文 | 水石亜飛夢 | 菊地美香   |
| 12月1日  | 河原田巧也 | 廣瀬智紀 | 水石亜飛夢 | 牧野由依   |

### 朗読劇 しっぽのなかまたち 4
2015年8月15日 - 23日（全14公演）
- 会場 ： 全労済ホールスペース・ゼロ
- 脚本 ： 江頭美智留、岡本貴也、広田光毅

シリーズ3は、新作『シラトリ動物病院へようこそ』『犬の卒業』『八月の冒険』の3本と、初演から続く『小雪と小春と小太郎と』を入れた4部構成となった。
公演日程
各公演、男性5名・女性1名で構成。
- 8月15日・13時/18時 ： 川原一馬、染谷俊之、冨森ジャスティン、中村龍介、廣瀬大介、石田晴香(AKB48)
- 8月16日・12時/17時 ： 鮎川太陽、戸谷公人、廣瀬大介、南圭介、百瀬朔、石田晴香(AKB48)
- 8月17日・19時 ： 青柳塁斗、阿久津愼太郎、鎌苅健太、木田健太、百瀬朔、高柳明音(SKE48)
- 8月18日・19時 ： 青柳塁斗、阿久津愼太郎、鎌苅健太、戸谷公人、矢崎広、佐藤すみれ(SKE48)
- 8月19日・14時/19時 ： 阿久津愼太郎、中村龍介、廣瀬智紀、山口純、わたなべいつき、石田晴香(AKB48)
- 8月20日・19時 ： 鮎川太陽、鎌苅健太、木田健太、黒羽麻璃央、戸谷公人、石田晴香(AKB48)
- 8月21日・19時 ： 青柳塁斗、阿久津愼太郎、鮎川太陽、百瀬朔、矢崎広、松本優希
- 8月22日・13時/18時 ： 鎌苅健太、川原一馬、戸谷公人、廣瀬智紀、百瀬朔、松本優希
- 8月23日・12時/17時 ： 青柳塁斗、阿久津愼太郎、鮎川太陽、黒羽麻璃央、南圭介、竹達彩奈

配役
『六畳一間の王国』　脚本：広田光毅
|         | 龍之介   | 夢想志朗     | 名無し     | 金谷     |
| ------- | -------- | ------------ | ---------- | -------- |
| 8月15日 | 染谷俊之 | 川原一馬     | 石田晴香   | 中村龍介 |
| 8月16日 | 南圭介   | 鮎川太陽     | 石田晴香   | 戸谷公人 |
| 8月17日 | 鎌苅健太 | 阿久津愼太郎 | 高柳明音   | 木田健太 |
| 8月18日 | 矢崎広   | 阿久津愼太郎 | 佐藤すみれ | 戸谷公人 |
| 8月19日 | 廣瀬智紀 | 阿久津愼太郎 | 石田晴香   | 中村龍介 |
| 8月20日 | 鎌苅健太 | 鮎川太陽     | 石田晴香   | 戸谷公人 |
| 8月21日 | 矢崎広   | 阿久津愼太郎 | 松本優希   | 青柳塁斗 |
| 8月22日 | 廣瀬智紀 | 川原一馬     | 松本優希   | 戸谷公人 |
| 8月23日 | 南圭介   | 阿久津愼太郎 | 竹達彩奈   | 青柳塁斗 |

『さよなら、ありがとう』　脚本：江頭美智留
|         | 俊介             | 麻耶       | ハチ（犬） | テン（猫）   |
| ------- | ---------------- | ---------- | ---------- | ------------ |
| 8月15日 | 冨森ジャスティン | 石田晴香   | 川原一馬   | 廣瀬大介     |
| 8月16日 | 鮎川太陽         | 石田晴香   | 百瀬朔     | 廣瀬大介     |
| 8月17日 | 青柳塁斗         | 高柳明音   | 百瀬朔     | 阿久津愼太郎 |
| 8月18日 | 青柳塁斗         | 佐藤すみれ | 鎌苅健太   | 阿久津愼太郎 |
| 8月19日 | わたなべいつき   | 石田晴香   | 山口純     | 阿久津愼太郎 |
| 8月20日 | 鮎川太陽         | 石田晴香   | 黒羽麻璃央 | 木田健太     |
| 8月21日 | 鮎川太陽         | 松本優希   | 百瀬朔     | 阿久津愼太郎 |
| 8月22日 | 鎌苅健太         | 松本優希   | 川原一馬   | 百瀬朔       |
| 8月23日 | 鮎川太陽         | 竹達彩奈   | 黒羽麻璃央 | 阿久津愼太郎 |

『犬の大学』　脚本：岡本貴也
|         | クッキー | ファン太       | ケンシロウ       | ミサイル |
| ------- | -------- | -------------- | ---------------- | -------- |
| 8月15日 | 廣瀬大介 | 染谷俊之       | 冨森ジャスティン | 中村龍介 |
| 8月16日 | 廣瀬大介 | 百瀬朔         | 戸谷公人         | 南圭介   |
| 8月17日 | 青柳塁斗 | 百瀬朔         | 木田健太         | 鎌苅健太 |
| 8月18日 | 青柳塁斗 | 鎌苅健太       | 戸谷公人         | 矢崎広   |
| 8月19日 | 廣瀬智紀 | わたなべいつき | 山口純           | 中村龍介 |
| 8月20日 | 戸谷公人 | 黒羽麻璃央     | 木田健太         | 鎌苅健太 |
| 8月21日 | 青柳塁斗 | 百瀬朔         | 鮎川太陽         | 矢崎広   |
| 8月22日 | 廣瀬智紀 | 百瀬朔         | 戸谷公人         | 鎌苅健太 |
| 8月23日 | 青柳塁斗 | 黒羽麻璃央     | 鮎川太陽         | 南圭介   |

## ドリンク
「しっぽのなかまたち」が「しっぽのなかまたち」を救おうドリンク
「しっぽのなかまたち3」の公演会場が天王洲 銀河劇場だったため、銀河劇場バーコーナーSTRA DE ROUGEにて、出演者の大切な家族であるペットたちのイメージドリンクが作られた。カウンターにはペットたちの可愛らしい写真が飾られており、ノンアルコール(500円)、アルコール入り(700円)のどちらかが選べる。キャストが日替わりのため、ドリンクのアイデアを伝える予定が合わず、ペットを飼っている出演者全員とはいかなかったが、公演中に呼びかけ種類も日に日に増えていった。今回のドリンクの収益金も、一部チャリティーに寄付することとなっている。
- 演出・岡本貴也「不二子」　（イヌ）
いちごミルクのカクテル、またはノンアルコールを選べる[2]。
- 加藤和樹「Peach」　（モモンガ）
桃を仕様し、カクテルは白ワイン、ノンアルコールは桃ジュース[2]。
- 牧野由依「ほっけ」　（フェレット）
ピンクグレープフルーツに桜香るカクテル、またはノンアルコール[2]。
- 神永圭佑「AZUKI」　（ネコ）
隠し味に黒糖を使った抹茶ラテ。ノンアルコールのみ[3]。
- 神永圭佑「ANKO」　（ネコ）
キャラメルとメープルシロップを加え、チョコとミルクで二層になったショコララテ。ノンアルコールのみ[4]。
- 河原田巧也「ミイとケイ」　（ネコ）
ハーブのエンダーフラワー＆レモン。カクテルはロゼシャンパンで割り、ノンアルコールは＆ソーダで[4]。
- 八神蓮「リッチー」　（イヌ）
紅茶リキュールとミルクを使用したアールグレイ風味のミルクティーカクテル。ノンアルコールは黒糖を使ったアールグレイミルクティー[4]。
- 東山光明「モモちゃん」　（イヌ）
桃のゼリーにカットした黄桃とピュレをかけ、カクテルはスパークリングワイン、ノンアルコールはソーダ割り[4]。

## その他
DVD
- 朗読劇「しっぽのなかまたち3」ナビゲートDVD（BS朝日で放送された上演直前SPナビにオフショットを追加したもの）

メディア
- 朗読劇「しっぽのなかまたち3」上演直前スペシャルナビ（2013年11月16日深夜、BS朝日）

アメスタ
- 朗読劇「しっぽのなかまたち3」公開直前SP（2013年11月8日）
出演 ： 鎌苅健太、神永圭佑、河原田巧也、東山光明、廣瀬智紀、松田凌、山内鈴蘭、古坂大魔王（MC）
- Limited Bar M（2015年8月2日）
出演 ： 鮎川太陽・黒羽麻璃央・木田健太・松本優希 ※「しっぽのなかまたち4」ゲスト